# 仙崎駅

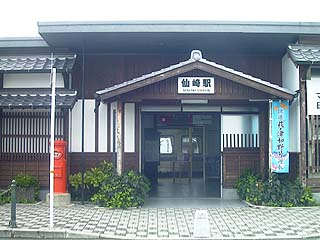
駅入口（2004年8月）

仙崎駅（せんざきえき）は、山口県長門市仙崎にある、西日本旅客鉄道（JR西日本）山陰本線支線（通称：仙崎線）の駅である。
この項目では仙崎支線の運行形態等についても記す。

## 歴史
- 1930年（昭和5年）5月15日：鉄道省美禰線の貨物支線として正明市駅（現在の長門市駅） - 当駅間が開通、貨物駅として開業[1]。
  - 当時の所在地表示は山口県大津郡仙崎町であった。
- 1933年（昭和8年）
  - 2月24日：山陰本線全通に伴い、正明市駅 - 当駅間が山陰本線支線に編入されたため、山陰本線支線の駅となる[1]。
  - 7月26日：旅客営業を開始[3]。
- 1954年（昭和29年）3月31日：長門市（第1次）成立に伴い、所在地表示が山口県長門市仙崎になる。
- 1959年（昭和34年）5月30日：駅舎改築[4]。
- 1963年（昭和38年）6月1日：貨物取扱を廃止[3]。
- 1986年（昭和61年）4月1日：駅員無配置駅となる[2]
- 1987年（昭和62年）4月1日：国鉄分割民営化により、西日本旅客鉄道の駅となる[3]。
- 1988年（昭和63年）3月13日：仙崎支線でワンマン運転開始。JR線では最初期の事例。
- 2005年（平成17年）3月22日：長門市（第2次）成立に伴い、所在地表示が現行のものになる。

## 駅構造
単式ホーム1面1線の地上駅で、現在は長門鉄道部管理の無人駅である。自動券売機等の設備はない。ホーム反対側に機回し線の跡が残る。
駅舎は鉄筋コンクリート造であるが、周囲を焼杉風の化粧壁と瓦葺きの飾り屋根で覆い、木造風の外観を持つ。かつて駅事務室と手荷物取扱所であったスペースには長門市仙崎出身の童謡詩人である金子みすゞに関する資料を集めた展示施設（みすゞ館）が設けられていたが、金子みすゞ記念館の開館時に観光ボランティアガイドの案内所となり、その観光案内所も2017年に道の駅センザキッチンがオープンした際に同所に移転、2019年には長門市仙崎出身の作詞家である大津あきらに関するギャラリーにリニューアル。大津の命日である4月10日にオープニングセレモニーが行われ、鈴木キサブローらが出席した。
かつては駅舎内にキヨスクがあったが、撤去されている。
駅舎に隣接して別棟のトイレが設けられている。かつては鉄筋コンクリート造で、外壁には長門市在住のイラストレーター尾崎眞吾による鯨の絵が描かれていたが、2007年（平成19年）の「みすゞ潮彩」運転開始にあわせて和風の建物に建て替えられた。

## ダイヤ
キハ120形気動車により1日6往復が運転されている。当駅 - 長門市駅間の1駅間運転の系統と、美祢線厚狭駅まで乗り入れる系統がある。山陰本線支線の駅であるが、基本的な運行系統は仙崎支線内折り返しまたは美祢線直通で、かつては下関直通列車が2017年まで観光列車「みすゞ潮彩」が直通運転していた名残で1往復のみが設定されていたが、2021年のダイヤ改正で消滅した。
備考
- 毎年7月下旬（7月23日を中心とした週末）に仙崎港一帯で開催される「ながと仙崎花火大会」の際には臨時列車の運行が設定される。仙崎支線内折り返しが基本だが、花火終了後に美祢線厚狭駅および山陰本線阿川駅までの直通列車（または長門市駅乗り換えの接続列車）が運行される[7]。
- かつては仙崎漁港で水揚げされた海産物を売りさばく行商の利用が多く見られ、仙崎駅の始発列車が午前4時台であったこともあるが、2001年3月3日の改正で始発列車が6時台に繰り下がり、最終も18時と早くなっている。国鉄時代の1978年11月20日時点でのダイヤでは仙崎始発が4時17分、不定期列車を含め1日約20往復の列車が運行されていた。また当時は、仙崎駅に立ち寄った後に折り返して戻る、厚狭発長門市・仙崎経由の益田行（長門市 - 仙崎間が折り返し運転となる）という普通列車が運行されていた[8]。
- 観光列車は、臨時客車列車「萩・長門ブルーライナー」が下関→長門市→当駅→長門市→東萩の直通運転を行っていた（復路は当駅に寄らない設定であった）。2007年（平成19年）7月1日から定期列車の車両変更扱いで下関へ直通する観光列車「みすゞ潮彩」が1日1往復運転されていた。2017年（平成29年）8月5日からは復路のみであるが、「○○のはなし」が東萩方面から直通運転を行っている。

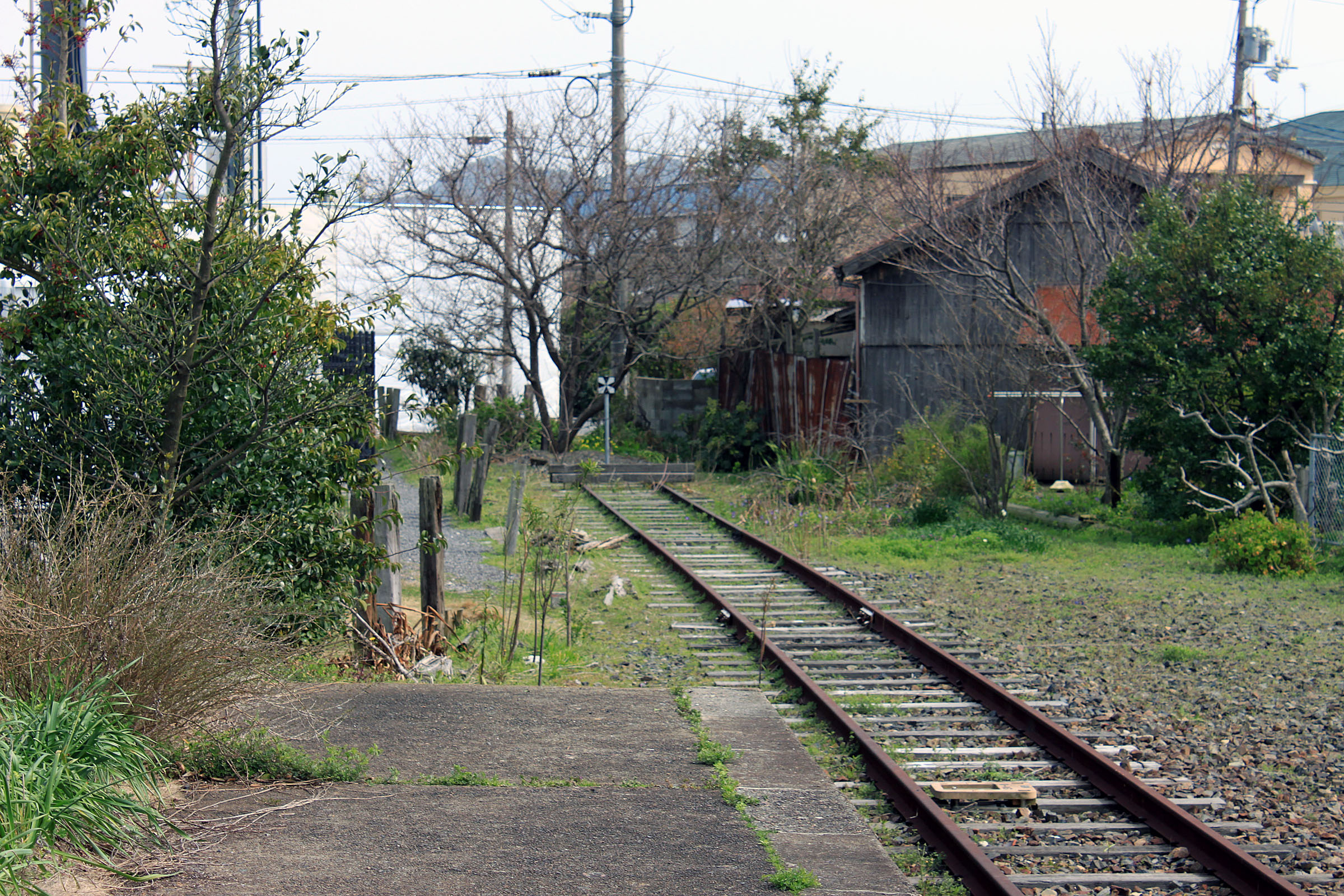
仙崎支線の線路終端（2010年3月）
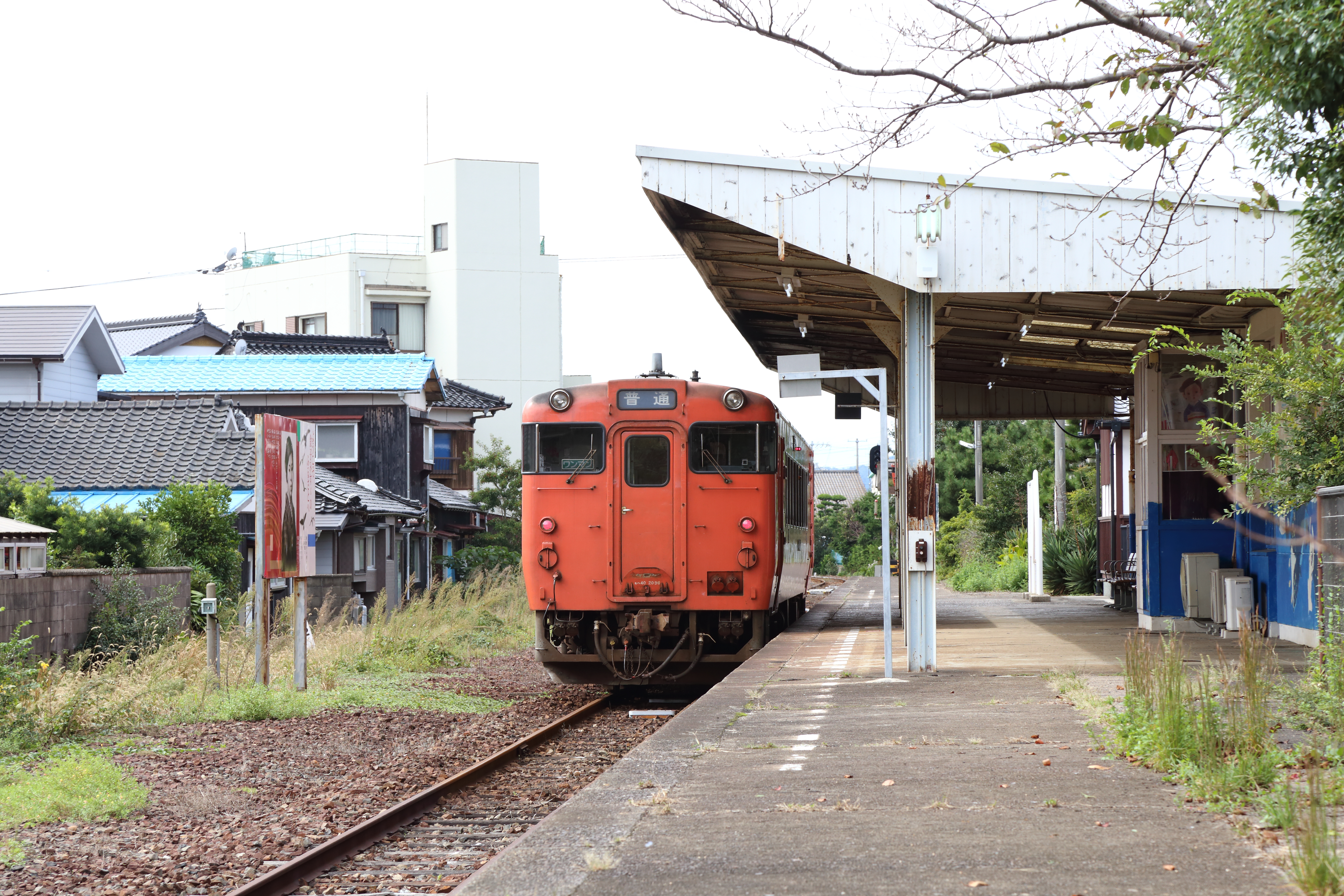
停車中の普通列車（2016年10月）
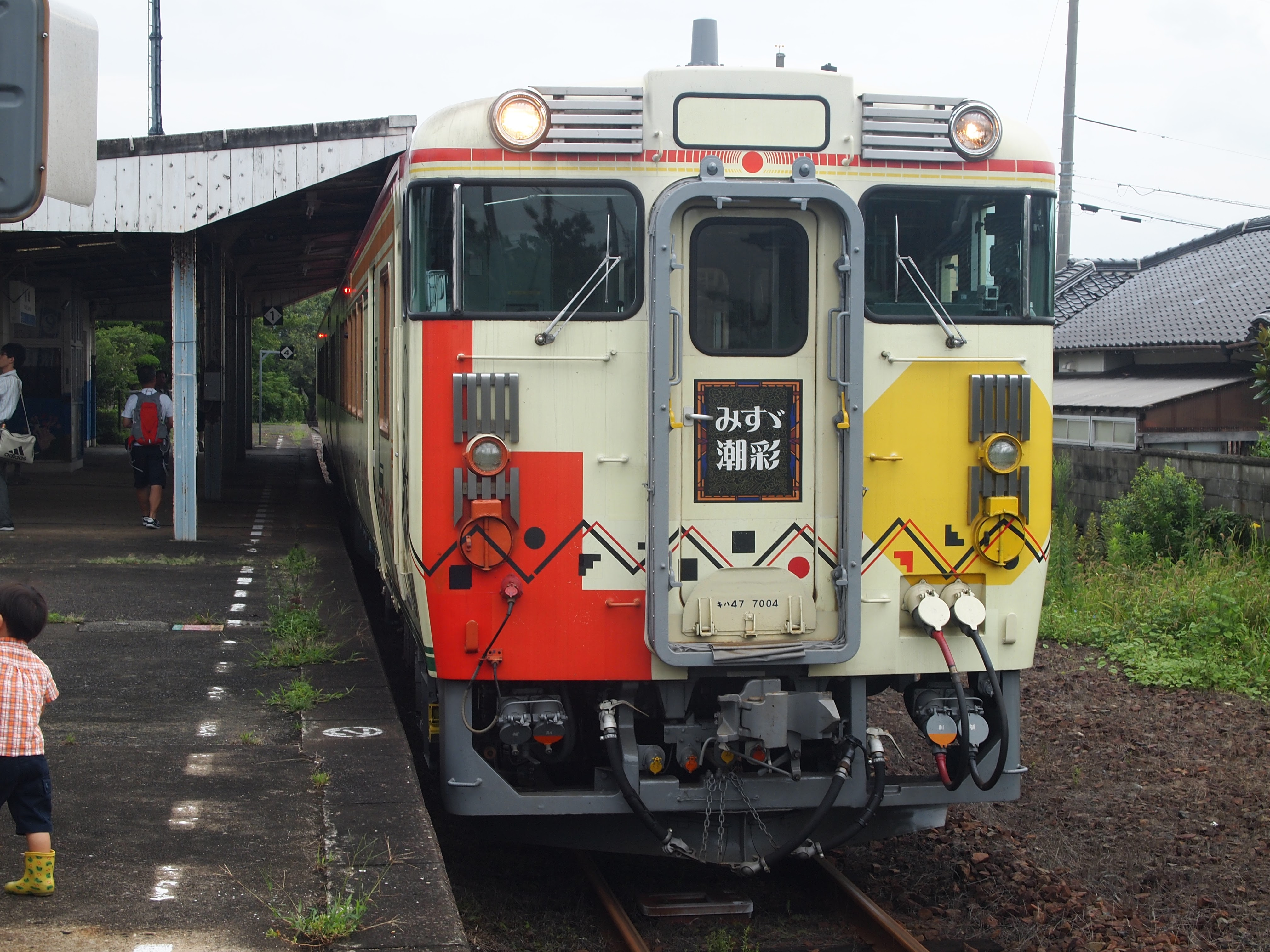
停車中のみすゞ潮彩（2015年8月）
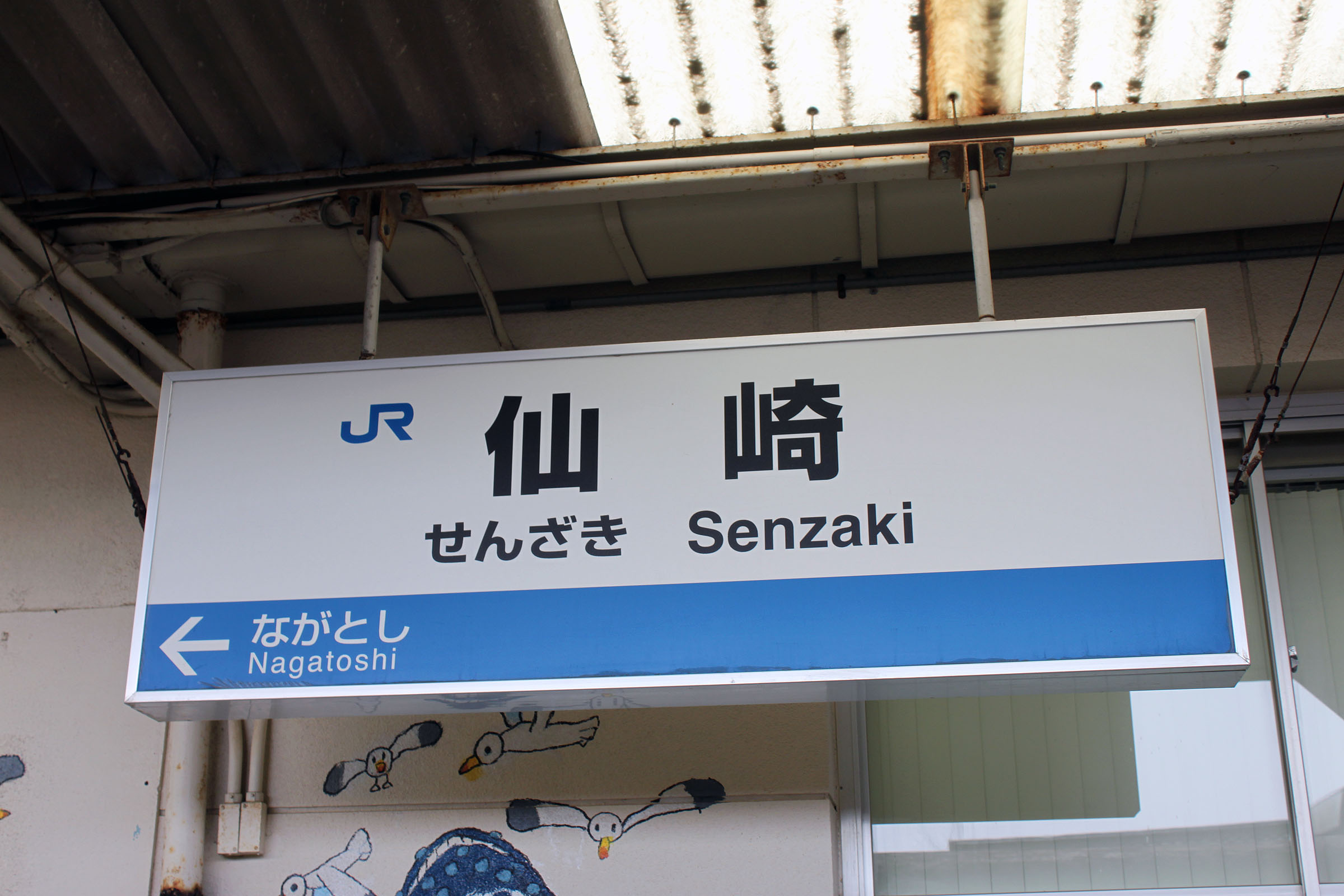
駅名標（2010年3月）

## 利用状況
1日の平均乗車人員は以下の通りである。
| 乗車人員推移 | 乗車人員推移 |
| 年度         | 1日平均人数  |
| ------------ | ------------ |
| 1999         | 131          |
| 2000         | 137          |
| 2001         | 110          |
| 2002         | 86           |
| 2003         | 87           |
| 2004         | 76           |
| 2005         | 75           |
| 2006         | 63           |
| 2007         | 90           |
| 2008         | 87           |
| 2009         | 68           |
| 2010         | 66           |
| 2011         | 68           |
| 2012         | 60           |
| 2013         | 61           |
| 2014         | 70           |
| 2015         | 76           |
| 2016         | 68           |
| 2017         | 61           |
| 2018         | 51           |
| 2019         | 45           |
| 2020         | 47           |
| 2021         | 51           |
| 2022         | 56           |

## 駅周辺
駅周辺は仙崎地区の中心部にあたる。
- 仙崎港 - 駅から東へ500m
  - 山口県漁業協同組合仙崎地方卸売市場
  - 道の駅センザキッチン - 東へ約350m。
  - 青海島観光船乗り場 - 道の駅センザキッチン内にある。
- 金子みすゞ記念館[10] - 駅前正面の通り（みすゞ通り）を北へ約400m進んだところにある。
- 仙崎郵便局 - 金子みすゞ記念館の向かいにあり、旧局舎は金子の詩にも詠われている。
- 長門市立仙崎小学校
- 長門市立仙崎中学校
- 山口県立大津緑洋高等学校水産校舎
- 青海大橋 - 青海島と本土とを結ぶ橋。駅から北へ約1.5km。ただし、青海島島内の青海大橋に一番近い集落でも当駅から約2km離れている。

### バス路線
駅前ロータリー内に「仙崎駅前」バス停がある。長門市駅まで行く場合はバスの方が本数が多い。
- サンデン交通
  - 青海島（大泊・通）
  - 長門市駅・観月橋・湯本温泉・俵山温泉・豊田町西市・岡枝・小月駅・下関（城下町長府・唐戸・下関駅）
- ブルーライン交通
  - センザキッチン
  - 長門市駅・黄波戸・古市駅・人丸駅・油谷島
- 防長交通
  - 青海大橋
  - 長門市駅・長門病院・三隅駅前・野波瀬・湯免温泉・落志畑・大田中央・秋芳洞・三見駅・萩（萩バスセンター・東萩駅）

## 隣の駅
西日本旅客鉄道（JR西日本）
■山陰本線（仙崎支線）
長門市駅 - 仙崎駅